# 卡爾·古斯塔夫·雷恩舍爾德

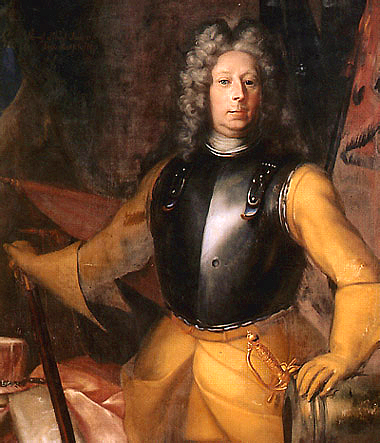
卡爾·古斯塔夫·雷恩舍爾德

卡爾·古斯塔夫·雷恩舍爾德（瑞典語：Carl Gustav Rehnskiöld，1651年8月6日—1722年1月29日）是一位瑞典陸軍元帥。在大北方戰爭期間，他是國王卡爾十二世的副手與首席顧問。
雷恩舍爾德出生於瑞典波美拉尼亞。從軍後他參與的第一場戰爭是斯科訥戰爭，他因表現出色受國王卡爾十一世晉升為副將。1696年他晉升騎兵團少將。1697年，新繼位的卡爾十二世任命他為斯科訥總督。
雷恩舍爾德是卡爾十二世的軍事導師，在他規劃下卡爾軍成為一支強大的武裝力量。1700年大北方戰爭爆發，瑞典軍在卡爾十二世與雷恩舍爾德的率領下屢次獲得對反瑞聯軍（俄、丹、波蘭）的勝利，包含該年11月大敗俄軍的納爾瓦戰役。1701年瑞軍轉往波蘭，對付波蘭國王奧古斯特二世率領的薩克森軍隊。在1706年的弗勞施塔特戰役，雷恩舍爾德率領瑞典軍給予薩俄聯軍毀滅性的打擊，迫使奧古斯特二世放棄波蘭王位。
1708年，瑞典轉入東方，攻伐反瑞聯軍的最後一支力量：俄國。然而，受到1709年霜害影響，瑞典卡爾軍戰力與補給嚴重不足，俄國在該年的波爾塔瓦會戰大敗瑞典軍隊，雷恩舍爾德亦被俄軍捕獲。1709年至1718年間，他與其他被捕獲的瑞典將領被作為戰俘遷往俄國。1718年雷恩舍爾德獲釋回到瑞典，同年他加入卡爾十二世在挪威的弗雷德里克斯滕圍城戰，在那裡卡爾十二世受傷身亡。雷恩舍爾德於不久後的1722年去世。